# Needhamiella pumilio
Needhamiella pumilio är en ljungväxtart som först beskrevs av Robert Brown, och fick sitt nu gällande namn av L. Watson. Needhamiella pumilio ingår i släktet Needhamiella och familjen ljungväxter. Inga underarter finns listade i Catalogue of Life.